# متیهاکا
متیهاکا (به لاتین: Metihakka) یک منطقهٔ مسکونی در سری‌لانکا است که در استان مرکزی (سری‌لانکا) واقع شده‌است.